# Rotax 377
Der Rotax 377 ist ein Zweitaktmotor für Ultraleichtflugzeuge. Der Reihenzweizylinder mit 35 PS (26 kW) wurde von der BRP-Rotax GmbH & Co KG in Österreich gebaut.

## Entwicklung
Der Rotax 377 hat kolbengesteuerte, luftgekühlte Zylinderköpfe und Zylinder. Gekühlt wird er entweder mittels eines Kühlgebläses oder durch den Fahrtwind. Die Schmierung erhält er durch den Betrieb mit Zweitaktgemisch. Der 377 verfügt über eine Schwungrad-Magnetzündung von Bosch und einen Vergaser des Herstellers Bing Power Systems.
Der Rotax 377 wird nicht mehr produziert.

## Technische Daten
| Kenngröße               | Wert                       |
| ----------------------- | -------------------------- |
| Leistung                | 35 kW (48 PS) bei 6500/min |
| Bohrung                 | 62 mm                      |
| Hub                     | 61 mm                      |
| Hubraum                 | 368,3 cm³                  |
| Gewicht (ohne Getriebe) | 38,4 kg                    |
| Benzinverbrauch         | 13 Liter pro Stunde        |